# ファイブ・ポインツ (マンハッタン)
「ファイブ・ポインツ」（または「ザ・ファイブ・ポインツ」、英語: Five Points）は、アメリカ合衆国・ニューヨーク市のロウアー・マンハッタンに19世紀に存在した地区である。当地区の一部はコレクト・ポンドとして知られた淡水池を埋め立てることで生み出され、西のセンター通り、東のバワリー通り、北のキャナル通り、南のパーク通りが大まかな境界線であった。ファイブ・ポインツは人口過密で、病が蔓延し、犯罪が横行するスラムとして国際的に悪評が広まっており、70年以上に渡って存在した。
20世紀に入ると、ファイブ・ポインツ地域は次第に再開発され、各通りは様相を変え廃道になったものもある。現在では西と南を、連邦・州・市の行政機関が建ち並ぶシビック・センターが占める。東と北にかけては、以前のファイブ・ポインツ地区は現在はチャイナタウンの中に位置している。

## 「ファイブ・ポインツ」の名称
交差する2本の通りと、その交差点まで伸びた第3の通りが、5つの角あるいは「ポイント」を形成する。1809年頃にアンソニー通りが東へ、クロス通りとオレンジ通りの交差点まで延ばされた。結果として、周囲の地区がファイブ・ポインツと呼ばれるようになった。1854年には3本の通りがワース通り、パーク通り、バクスター通りと改名された。1868年にはワース通りは再び東方向へ、5つの角がある交差点からチャタム・スクエアにまで延長されて、6番目の角が追加された。それ以来、バクスター通りは交差点の南側が消滅し、クロス通りは交差点の両側で消滅した。こうして、バクスター通りとワース通りの今日残る交差点には、2つの角のみが存在している。

## コレクト・ポンド

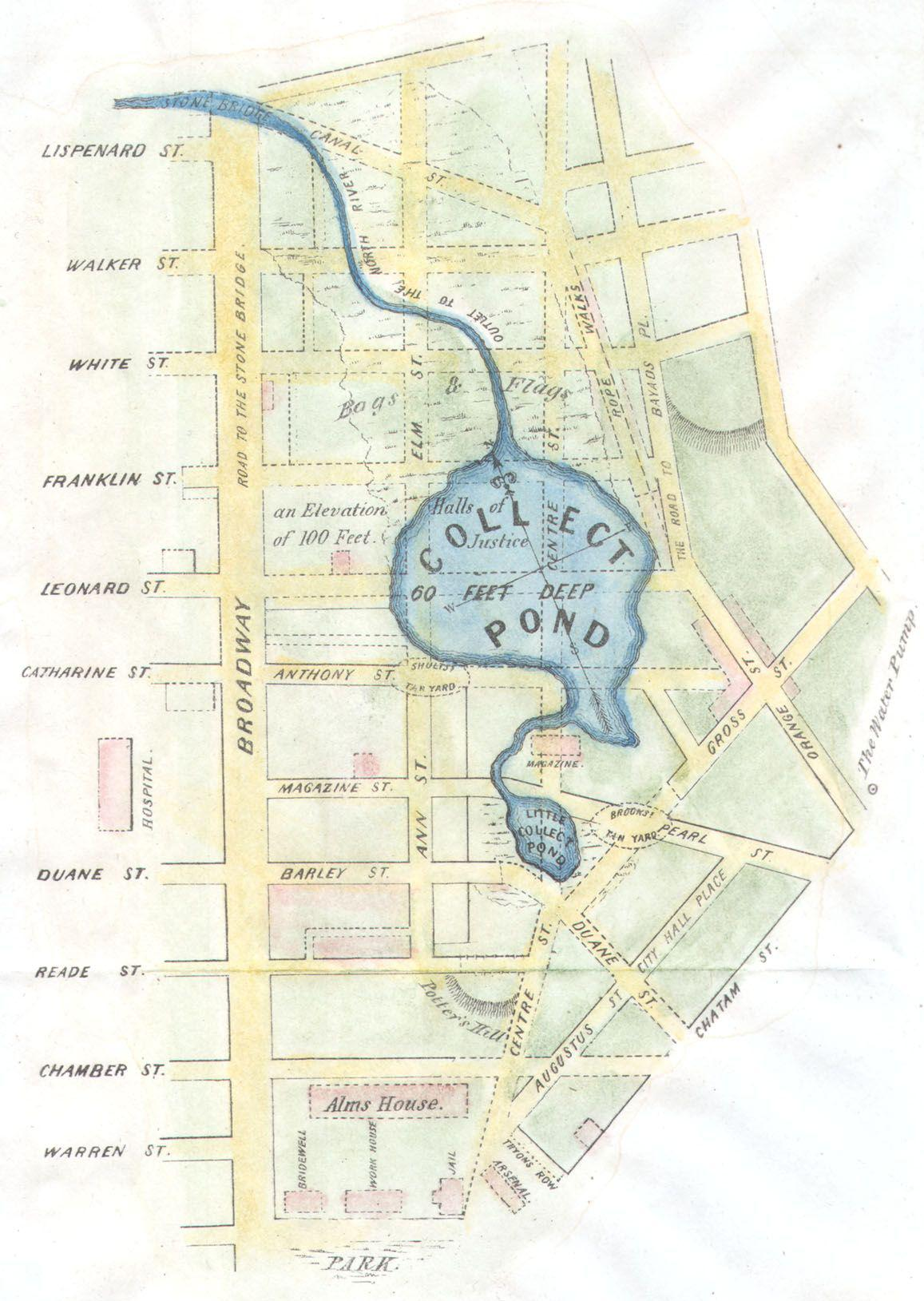
1846年に公刊された地図が、1793年当時の通りと、1811年までに埋め立てられたコレクト・ポンドを示す。点線で記された通りは、1793年から1846年にかけて設けられた。

マンハッタンにヨーロッパ人入植が始まって200年あまり、増加する人口への主要な飲料水の源がコレクト・ポンド（もしくはフレッシュ・ウォーター・ポンド）であり、魚も豊富であった。
池はおよそ19ヘクタール（48エーカー）を占め、18メートル（60フィート）の深さがあった。地下水脈から水の供給があり、谷に位置し、北東部にはベイヤード山（標高34メートルもしくは110フィートで、ロウアー・マンハッタンの最も高い丘）があった。池から北へ、次いで塩沼（当地は干拓の実施後に、「リスペナード草地」の名を持つ草地となった）を通過して西に向かい、ハドソン川へ至る流れと、池の南東部から発して東方向にイースト川へ向かう別の流れがあった。18世紀には、夏は行楽地、冬はスケート場として大勢の人で賑わっていた。

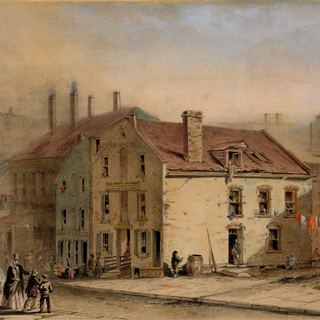
コールタード醸造所（1792年頃に創建）は、1837年の財政危機と続く経済不況を受けて、後に「オールド・ブルワリー」として知られるテネメントへと改装された。

しかし、大量の水を必要とする事業所も立地するようになった。これはコールタード醸造所、ニコラス・ベイヤードの屠畜場、南東岸にある無数の皮なめし場、南南西岸のポット・ベイカーズ・ヒルにおけるドイツ系移民ヨハン・ヴィレム・クロリウスとヨハン・レメイの陶器製作所などであった。池を取り巻いた各事業から汚染された廃水が池に垂れ流され、水質汚染が顕著となり、付近の住人の健康被害の危険が高まった。
ピエール・シャルル・ランファンが、池を浄化し周囲を公園化するという提案をしたが、彼の提議は退けられ、池の埋め立てが決定した。埋め立ては1811年に完了し、間もなく中産階級向けの家屋が建てられた。
埋め立ての施工はずさんなものであった。埋められた植生はメタンガス（分解作用の副産物）を発し始め、地盤沈下して多くの建物に傾きが生じた。また、低地にもかかわらず雨水管などの排水設備がなかったため、未舗装の通りはしばしば人間や動物の排泄物と混淆した30cmの深さの泥に埋まり、よどんだ水たまりに蚊が繁殖した。
中産・上流階級の住民は大半が地域から逃れてゆき、ファイブ・ポインツは1820年代の初頭から到着し始めた貧しい移民の居住地となった。1840年代には大飢饉から逃れてきたアイルランド系カトリック教徒の流入がピークを迎えた。

## スラム

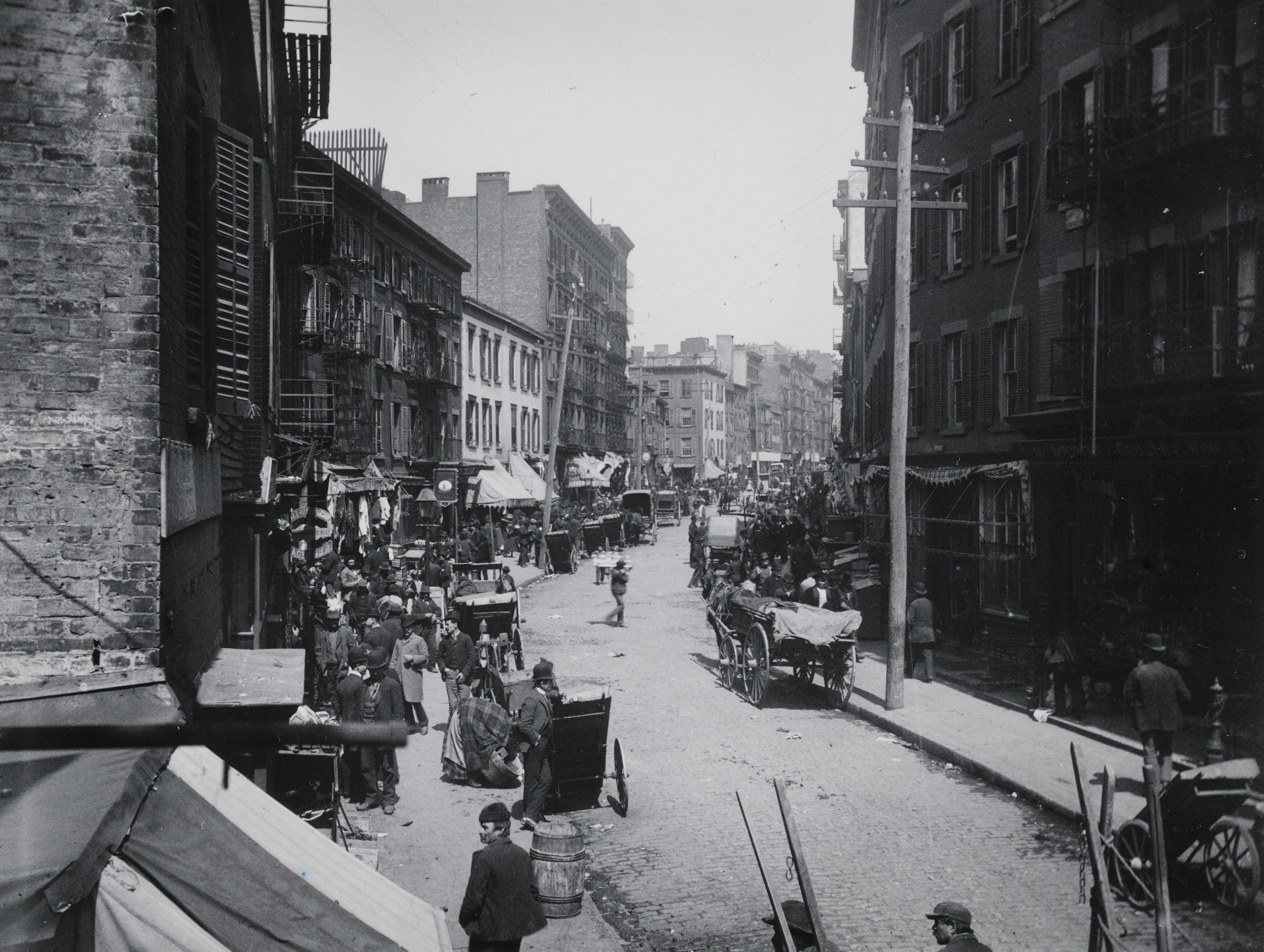
ファイブ・ポインツ地区のマルベリー・ベンド（ジェイコブ・リースによる記録、1896年頃）で、クロス通りのすぐ北側から北を望む。左のテネメント群は壊されて、マルベリー・ベンド・パーク（現在のコロンバス・パーク）が設けられた。右に見える2棟のテネメント、前景のマルベリー通り46番地（1886年頃）とベンド横のマルベリー通り48から50番地は、今も当地に建っている。

西洋世界の中でロンドンのイースト・エンドの特定地域のみが、人口過密度、疫病、乳幼児死亡率、失業、売春、暴力犯罪その他の都市部貧困における古典的な宿痾で、ファイブ・ポインツと肩を並べていたと言われている。当初の住人は1827年7月4日のニューヨーク州における奴隷制の終焉によって解放された黒人、そして1600年代から地域の少数派として存在したアイルランド系から構成されていた。当時は黒人と白人が同じ居住地に住むのは珍しく、アメリカの「人種のるつぼ」の原型であると時に考察されている。アフリカ系とアイルランド系の間には緊張状態が存在したものの、ファイブ・ポインツにおける彼らの共生は、アメリカ史において初となる大規模な自由意志に基づく人種間統合であった。しかし、アフリカ系アメリカ人はマンハッタンのウェスト・サイドへ、そして島の北側のハーレム地区へと20世紀初頭までに移動し、開発が北に広がるにつれて、ハーレム川を渡りサウス・ブロンクス地区へと至った。

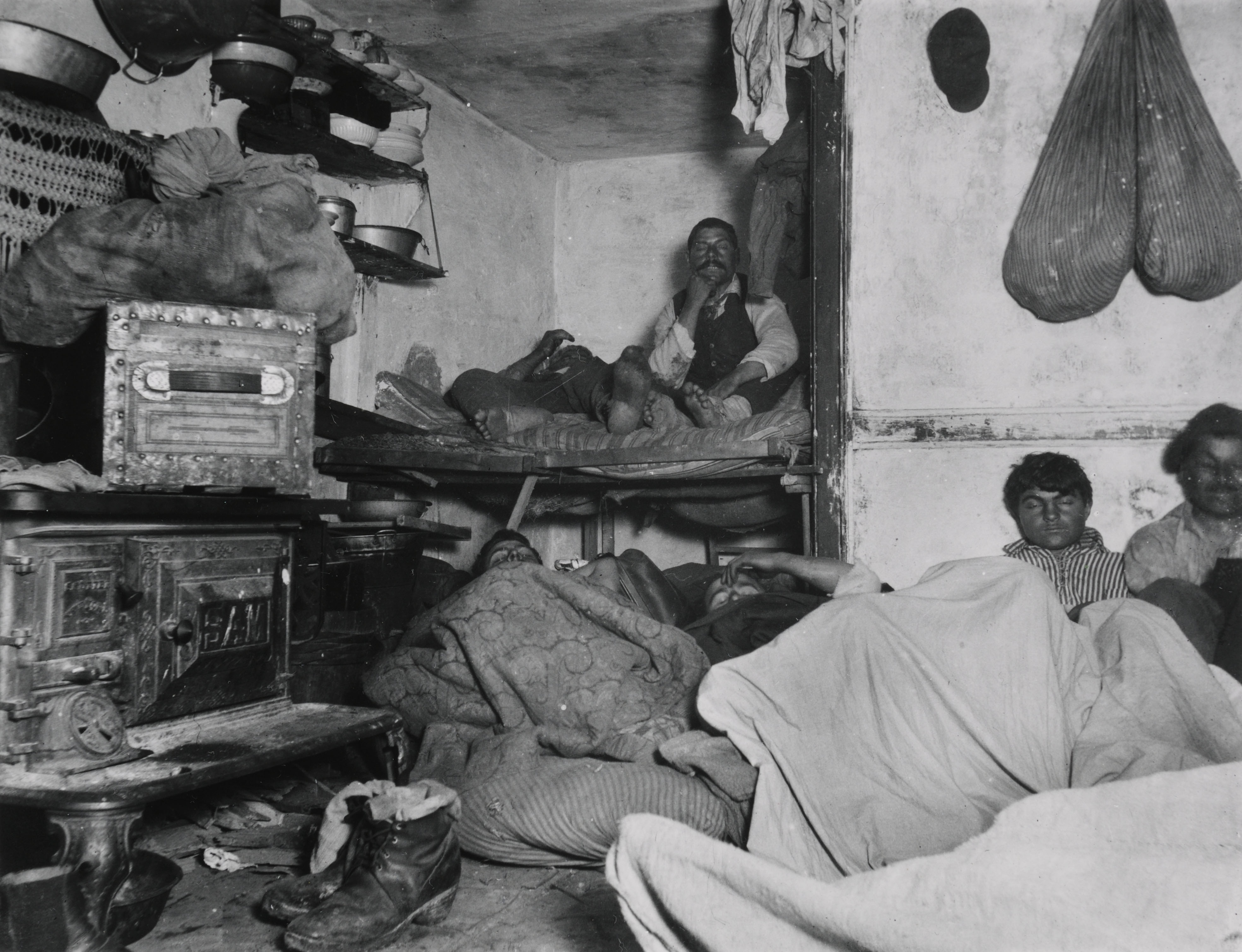
ベイヤード街のテネメントの住民。ジェイコブ・リースによる記録。（1889年）

ファイブ・ポインツは、当時、世界のどこのスラム街よりも高い殺人発生率を記録していたと言われている。ニューヨーク市の古い都市伝説となっているのが、クロス通りのオールド・ブルワリーである。この建物は1790年代に建てられたコールタード醸造所であったが、後に内部が改造され、1,000人の貧困者を住まわせる人口過密な棟割長屋（テネメント）となった。ここでは1夜に1回は殺人事件が起き、1852年の取り壊しまでそれが15年間に渡って続いたとされている。
当時、アメリカの政治は、アングロ・プロテスタント系の政治家によって牛耳られていたが、ファイブ・ポインツの選挙区「旧第6行政区」からカトリック系をニューヨークの重要な政治的公職に送り込むという先例を残した。ただし、地元の政治は汚職と無縁ではなかった。
イタリア系は1850年代に初めてファイブ・ポインツに定住した。モット通り25番地の変容教会の教区民は、1880年代には大部分がイタリア系であった。チャタム地区のマルベリー・ストリート湾曲部の名称となったマルベリー・ベンドは、リトル・イタリーの中心となり、その最も人口が多かった時期はワース通りで南と、バワリー通りで東と、ウェスト・ブロードウェイで西と境をなしていた。
「オールマックス」（Almack's）（別名「ピート・ウィリアムズ・プレイス」（Pete Williams's Place））はアフリカ系アメリカ人が所有するダンス・ホールで、アイルランド系のリールやジグとアフリカ系のシャッフル (タップ・ダンス)が融合する本拠となった。マルベリー・ベンドのオレンジ通り67番地（今日のバクスター通り）に所在した。
アメリカの他の地においても同様に異なる民族集団が相互交流し、新たな踊りと音楽の形態が創られたが、ニューヨークにおけるこの音楽と踊りは街頭において自然に、アフリカ系アメリカ人とアイルランド系の音楽家や踊り手の競い合いの中から生じたものであった。それが「オールマックス」に流入し、短期的にはタップ・ダンスの（「マスター・ジューバ」の項を参照）、そして長期的にはジャズやロックンロール音楽の先駆的存在となった。この地は現在ではコロンバス・パークとなっている。

## 伝染病
コレラ、結核、チフス、マラリア、黄熱病といった伝染病が、オランダ植民地の時代からニューヨーク市を悩ませてきた。科学的知識の不足、ずさんな公衆衛生、無数の人口過密住居、初歩的なものでさえ不在であった健康管理体制が、ファイブ・ポインツのような貧困地域をそのような病気の発生と蔓延に理想的な環境とした。18世紀と19世紀のニューヨークの市域を様々な疫病が襲い、そのいくつかはファイブ・ポインツに端を発するものであった。外来の船舶から上陸した移民からもたらされたものもあった。1832年6月にはファイブ・ポインツでのコレラが発生し、人口過密で不衛生な近隣居住地へと急速に広がり、次いでその他のニューヨーク市域に拡大した。病の媒介手段や伝染に関する知識がなく、このような疫病はスラム居住者の不品行によるものであると信じる専門家もいた。

## 暴動
1827年、イギリスはアイルランド人の移住を制限する法律を廃止したため、2万人のアイルランド人が移住した。1835年頃には毎年3万人以上のアイルランド人がニューヨークに到着していた。
1834年の反・奴隷制廃止論者の暴動は別名ファレン暴動ともされており、ニューヨーク市において1834年7月7日に始まり、4夜連続で起きた。より根深い原因は、アメリカ合衆国の独立以降の市を管理してきたプロテスタント系の間における排外主義と奴隷解放運動の結合、そしてアイルランド系移民の数の増加により、職や住居で彼らと競合する黒人系の恐れと敵意にあった。
暴動の被害を受けた中に、市内初の黒人系監督教会で、当時センター通り122番地に位置していたセント・フィリップス監督教会があった。アイルランド系の暴徒の一団に押し入られ、略奪を被った。

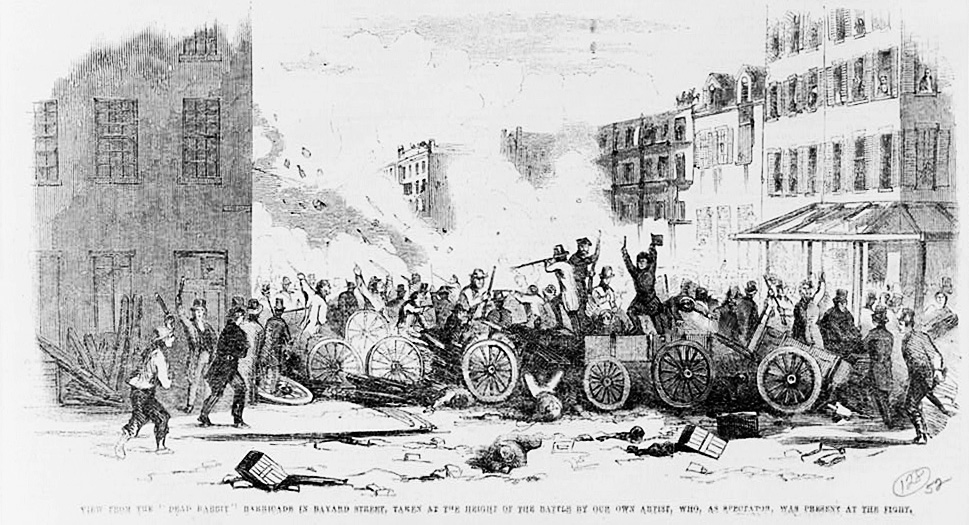
ファイブ・ポインツにおける「デッド・ラビッツ」と「バワリー・ボーイズ」の乱闘を描いた絵。（1857年）

新聞は暴力的なアイルランド系ギャング「ローチ・ガーズ」（Roach Guards）の一分派を「デッド・ラビッツ」（Dead Rabbits）と呼んだ。デッド・ラビッツ暴動は1857年7月4日に、ある一派がバワリー通り26番地の「バワリー・ボーイズ」（Bowery Boys）の本拠地を破壊して始まった。バワリー・ボーイズは報復に出て、バワリー通りとマルベリー・ストリートの間で、ベイヤード通りを往還する大規模な暴動に繋がった。暴動行為は7月5日に再開された。バワリー・ボーイズとデッド・ラビッツはバワリー通り40番地と42番地の前で（2017年5月現在、当時の建物がなお現存する）、通りに障害物を積み上げて再び戦った。7月6日、バワリー・ボーイズはアンソニー通りとセンター通りで「ケリオニアンズ」（Kerryonians）（ケリー県出身のアイルランド系）と戦った。歴史家タイラー・アンバインダーは、「デッド・ラビッツ」の名称が「ニューヨーク住民の想像力を捉え、そのような集まりあるいはギャングは存在しないという豊富な根拠にもかかわらず、報道はそれを用い続けた」と述べる。アンバインダーは「10年以上に渡って、『デッド・ラビット』は市の住民があらゆる怪しからぬ騒々しさの個人あるいは団体を表現する、標準的な語句となった」と言及する。
自治体警察と市警察の間における紛争がもたらした、市の警察力の混乱状態を住民が利用して、市のあらゆる方面から到来したギャング員や他の犯罪者が、広範囲の略奪や地所の破壊に関与し始めた。各暴動には800名から1,000名のギャング構成員が加わり、またその他の数百名が騒動に乗じてバワリー地域で略奪を行ったと見積もられている。1849年のアスター・プレイス暴動以来最大の騒動であった。ニューヨーク州民兵（New York State Militia）（チャールズ・W・サンドフォード少将指揮）が、市警察の各分遣隊に援護されて秩序を回復した。8名が殺害され、100名以上が重傷を負ったと伝えられた。

## 社会改革と再開発

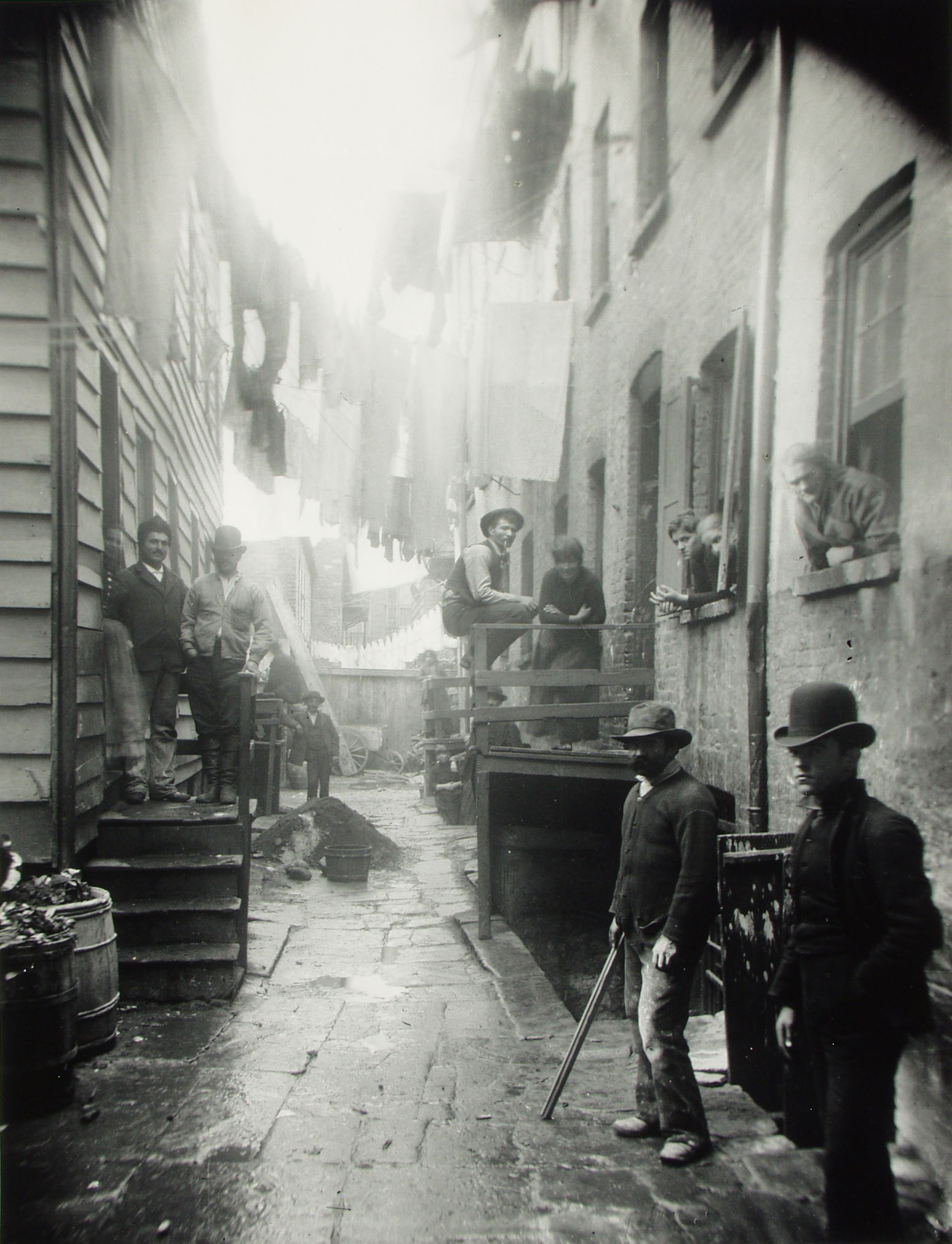
商人連が1831年に「ファイブ・ポインツ開放の請願」を提出した、その57年後に悪名高いマルベリー・ベンドにあった「バンディッツ・ルースト」（「追剥ぎのねぐら」）。ジェイコブ・リースによる写真、1888年。

大半はキリスト教の徳目を掲げた各種の慈善団体や個人が、ファイブ・ポインツの貧民の苦しみを改善しようと様々に試みた。キューバ生まれの司祭フェリックス・ヴァレラ神父は、アイルランド系カトリック教徒の貧困層のために尽力するべく、1827年にファイブ・ポインツにローマ・カトリック地域教会――移民教会――を設立した。後に変容教会（ローマ・カトリック）と改名し、地域教会は1853年に、住宅地区へと移るシオン・プロテスタント監督教会（1801年頃に設立）の信徒連から建物を買い取って、モット通りとクロス通りの角へ移った。

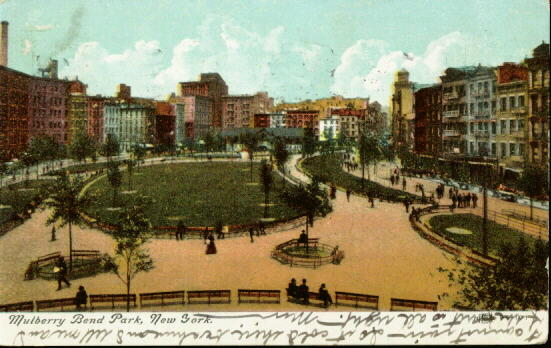
マルベリー・ベンド・パーク（現在のコロンバス・パーク）を描いた絵。

大規模な取り壊しでファイブ・ポインツのスラムを撤去する最初の要請は、1829年に一帯のすぐ近傍で事業を維持していた商人連からなされた。スラム撤去の運動は（特に、1890年刊の『向こう半分の人々の暮らし』の著者ジェイコブ・リースが推し進めた）、ファイブ・ポインツ一帯で最悪の地区の一つであったマルベリー・ベンドをマルベリー・ストリートから部分的に除去することに成功した。当地は著名な景観建築家カルバート・ヴォークスが設計した公園として再開発され、1897年の開所に際してマルベリー・ベンド・パークと名づけられた。現在ではコロンバス・パークとして知られている。
「巨大な暗い洞穴、あらゆる都会の悪夢と言語に絶する恐怖が投影されうる土牢」と形容された、クロス通りのオールド・ブルワリーを撤去するために、多大な努力がなされた。オールド・ブルワリーは元はコールタード醸造所であり、30年に満たない以前の1790年代には市の外郭にあった。後には拡大する市に囲まれて、ファイブ・ポインツ交差点のすぐ南のクロス通りに位置した。醸造所は1837年にテネメント・下宿屋に改装された後、「オールド・ブルワリー」として知られるに至った。下階の高天井の部屋、そして上方の2つの階が、くたびれた4階建ての共同住宅に改装された。賃料は安価であり、多くが移民であった低所得の賃借人を多数惹きつけた。1850年に採られた唯一の人口調査記録は、35部屋に221名が住んでおり、平均して1部屋あたり6.3名となると報告した。ブルワリーの共同住宅に住む人々の総数について記録は相違しているものの、収容力を超えて満杯であったとの点ではいずれも一致している。
ファイブ・ポインツ全域で眼にされる貧困はオールド・ブルワリーでも現れており、「国内伝道団」（Home Mission）の女性たちが行動を起こした。当該メソジスト派慈善団体は、ファイブ・ポインツを浄化する決意であった。1853年10月、『ザ・クリスチャン・アドヴォケイト・アンド・ジャーナル』誌は進行中の計画を伝えた。
「ファイブ・ポインツ伝道団」の監督下で、「新伝道所」（New Mission House）がオールド・ブルワリーに取って代わった。そこが住居、衣服、食料、そして教育を慈善活動の一環として提供した。新しい建物は生活空間として、オールド・ブルワリーより23部屋多い58部屋を利用可能であった。

## 今日の地域

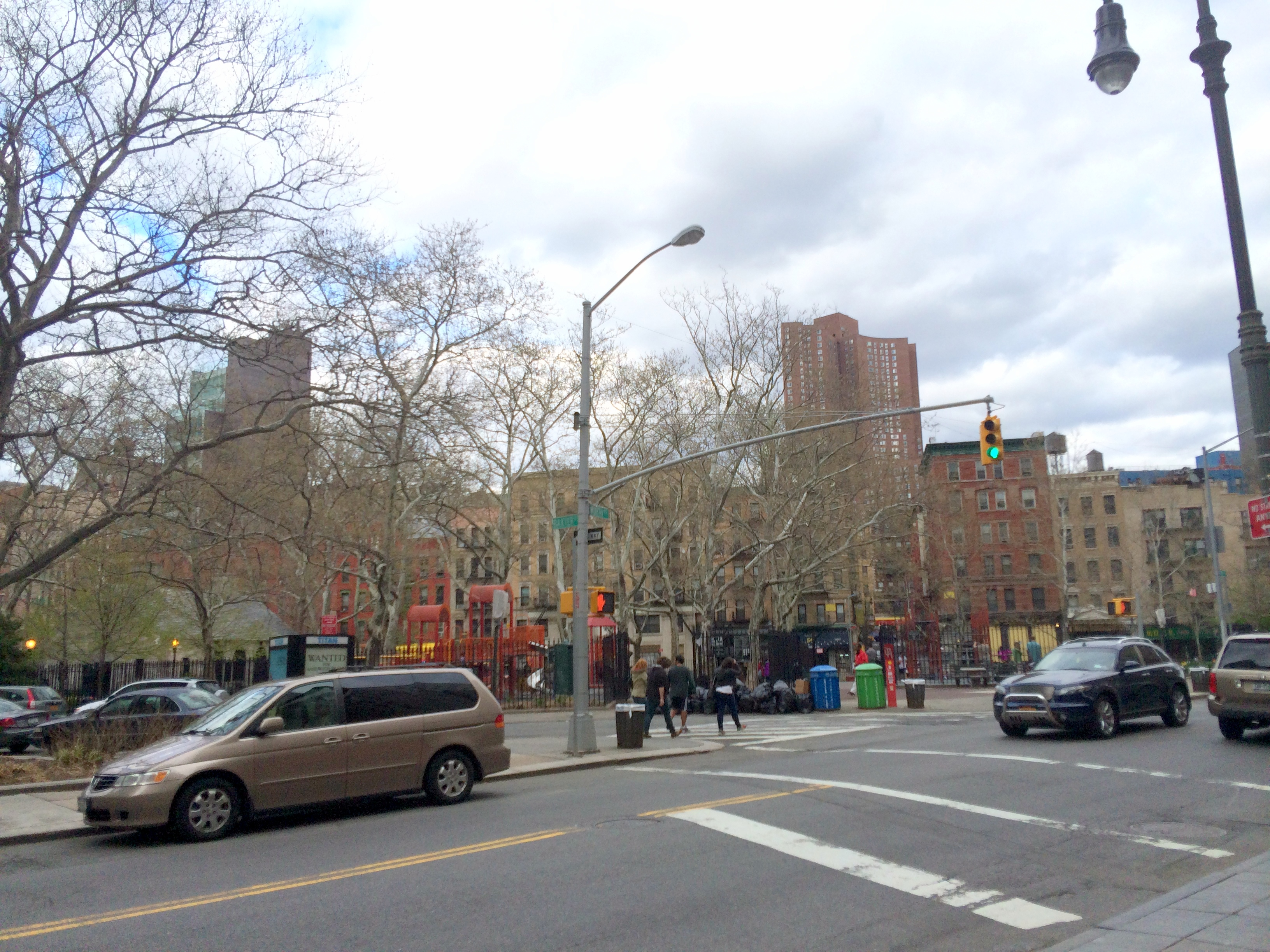
ファイブ・ポインツ交差点の近影。手前の道路がワース通り（かつてのアンソニー通り）で、奥にコロンバス・パーク（かつてのマルベリー・ベンド・パーク）が見える。（2014年）

以前にファイブ・ポインツが占めていた地域は、20世紀を通じて次第に再開発された。西と南は大規模な連邦・州・市の行政用各建築、そして裁判所で占められており、総合してマンハッタン区シビック・センターとして知られている。コロンバス・パークに加えてコレクト・ポンド・パーク、フォーリー・スクエア、また様々なニューヨーク市更生局の施設が、センター通り南部周辺に集まっている。各更生施設は、地域の過去との最も直接的な結びつきである。ファイブ・ポインツからの犯罪者多数が投獄され、かなり多くが処刑された悪名高い「ザ・トゥムズ」拘置所・刑務所は、ホワイト通り125番地の現在の「マンハッタン市拘置所」立地近くに建っていた。ファイブ・ポインツの北東部・東部は、現在では拡大するチャイナタウンの中にある。この地域では、19世紀末に遡る多数のテネメント建築が、今も通りに沿って並んでいる。

## 著名人物
- ポール・ケリー。イタリア系アメリカ人のギャング団員で、ファイブ・ポインツ・ギャングの創設者であり、当組織の構成員にはジョニー・トーリオ、アル・カポネ、ラッキー・ルチアーノといった将来の犯罪組織首魁が含まれていた。

- ジョン・モリッシー（英語版）。アイルランド系アメリカ人のベアナックル・ボクシング選手、ニューヨーク市の「デッド・ラビッツ（英語版）」徒党の首領格、民主党のニューヨーク州上院議員、タマニー・ホールの支持を受けたニューヨーク州の連邦下院議員であった。

## 大衆文化

### 文学・漫画
- 『アメリカ紀行（英語版）』 - チャールズ・ディケンズ[33][34]
  - イギリスの作家ディケンズは1842年に初めて北アメリカを訪問し、ニューヨーク市にも滞在した。「不潔さと悲惨さにおいて、ロンドンのセブン・ダイヤルズ（英語版）[注釈 4]」に「差し支えなく対抗して推されるであろう」（第6章）とされたファイブ・ポインツや「ザ・トゥムズ」牢獄の様相、「オールマックス」などの当時の文化風俗が言及されている。
- 『ウィンターズ・テイル（英語版）』 - マーク・ヘルプリン[35]
  - 「ニューヨーク 冬物語」（2014年）として映画化されている[36]。
- 『GREEN BLOOD -グリーン・ブラッド-』 - 柿崎 正澄[37]
  - 週刊ヤングマガジンの連載漫画（2011年 - 2013年）。南北戦争終結後のファイブ・ポインツと周辺の第6行政区が舞台である。

- 『Lair of Dreams』 - Libba Bray（英語版）
- 『The Gods of Gotham』 - Lyndsay Faye（英語版）
- 『Hot Corn: Life Scenes in New York Illustrated（英語版）』 - Solon Robinson（英語版）
- 『New York (novel)（英語版）』 - Edward Rutherfurd（英語版）
- 『Murder on Mulberry Bend』 - Victoria Thompson
- 『May the Road Rise up to Meet You』 - Peter Troy

### 映画
- 「スティング」（1973年）[38]
  - ジョージ・ロイ・ヒル監督、デヴィッド・S・ウォード脚本。劇中、ギャングの大立者ドイル・ロネガン（ロバート・ショウ）がファイブ・ポインツ出身と聞いたペテン師のジョニー・フッカー（ロバート・レッドフォード）が、同郷の出を名乗って信用を得ようとする。
- 「ギャング・オブ・ニューヨーク」（2001年）[39]
  - マーティン・スコセッシ監督、ジェイ・コックス、スティーヴン・ザイリアン、ケネス・ロナーガン脚本、レオナルド・ディカプリオ、キャメロン・ディアス、ダニエル・デイ＝ルイス他出演。19世紀半ばのファイブ・ポインツ地区を舞台とした史劇映画。ハーバート・アズベリー（英語版）のノンフィクション作『ギャング・オブ・ニューヨーク』[40]から着想を得ている。

### ドラマシリーズ
- 「Copper（TVシリーズ）（英語版）」（2012年 - 2013年）[41]
  - BBCアメリカのドラマ・シリーズで、1860年代のファイブ・ポインツ近辺が舞台である。
- 「Hell on Wheels（TVシリーズ）（英語版）」第3期第1話「Big Bad Wolf」（2013年)[42]

### 演劇
- 「Paradise Square」（2018年）[43]
  - 2018年12月27日から2019年2月24日までバークリー・レパートリー・シアター（英語版）で初演されたミュージカル劇で、南北戦争期のファイブ・ポインツにおけるアフリカ系とアイルランド系住民の交流や対立を背景としている[44]。

### 音楽
- トム・ウェイツ & キャスリーン・ブレナン（英語版） - 「ネヴァー・レット・ゴー」（2006年）[45]
  - アルバム「オーファンズ」に収録された曲で、「ファイブ・ポインツに立ち尽くす」と、感情そして（あるいは）身体的状況の極まった状態を暗示する歌詞を含む。

## 注記